# Miki Montlló
Miki Montlló   (Barcelona, 18 de juliol de 1984), nom de ploma de Miquel Montlló, és un autor de còmic català, guanyador del premi a l'autor revelació del Saló del Còmic de Barcelona amb l'àlbum Warship Jolly Roger, amb guions de Sylvain Rumberg. En l'edició de 2016 del Saló li van dedicar una exposició.
Format a l'Escola Joso, la seua carrera va començar com a il·lustrador i dibuixant de story-boards en publicitat i cinema.